# کمیجه
کمیجه، روستایی از توابع بخش بیستون شهرستان هرسین (پایروند) در استان کرمانشاه ایران است.

## جمعیت
این روستا در دهستان چمجمال قرار دارد و براساس سرشماری مرکز آمار ایران در سال ۱۳۸۵، جمعیت آن ۱۰۷ نفر (۲۳خانوار) بوده‌است.